# 929
Раннє Середньовіччя  •  Епоха вікінгів  •  Золота доба ісламу  •  Реконкіста

## Геополітична ситуація
У Візантії  правили Роман I Лакапін та, формально, Костянтин VII Багрянородний. Італійським королем був Гуго Арльський,
Західним Франкським королівством правив Рауль I (король Франції), Східним Франкським королівством — Генріх I Птахолов.
Північ Італії належить Італійському королівству, середню частину займає Папська область, герцогства на південь від Римської області незалежні, деякі області на півночі та на півдні належать Візантії, інші окупували сарацини. Південь Піренейського півострова займає Кордовський халіфат, в якому править Абд Ар-Рахман III. Північну частину півострова займають королівство Астурія і королівство Галісія та королівство Леон  під правлінням Раміро II. 
Королівство Англія очолює Етельстан.  
Існують слов'янські держави: Перше Болгарське царство, де править цар Петро I, Богемія, Моравія, Хорватія, королем якої є Терпимир II, Київська Русь, де править Ігор. Паннонію окупували мадяри, у яких ще не було єдиного правителя.
Аббасидський халіфат очолює аль-Муктадір, в Іфрикії владу утримують Фатіміди, в Середній Азії — Саманіди. У Китаї триває період п'яти династій і десяти держав. Значними державами Індії є Пала, держава Раштракутів, Пратіхара,  Чола. В Японії триває період Хей'ан. На північ від Каспійського та Азовського морів існує Хозарський каганат.

## Події
- В Аббасидському халіфаті відбулася спроба державного перевороту. Халіф аль-Муктадір навіть змушений був зректися на користь свого брата, але візир Муніс повернув його на трон.
- Правитель Кордови Абд Ар-Рахман III проголосив свої володіння окремим халіфатом за аналогією до Фатімідського халіфату.
- Після перемоги в битві під Лачинем король Східного Франкського королівства Генріх I Птахолов підкорив собі Лужицю.